# Tom Malchow
Thomas James (Tom) Malchow (Saint Paul (Minnesota), 18 augustus 1976) is een voormalige zwemmer uit de Verenigde Staten. Hij vertegenwoordigde zijn vaderland op de Olympische Zomerspelen 1996 in Atlanta, de Olympische Zomerspelen 2000 in Sydney en de Olympische Zomerspelen 2004 in Athene.

## Carrière
Bij zijn internationale debuut, op de wereldkampioenschappen kortebaanzwemmen 1993 in Palma de Mallorca, eindigde Malchow als vierde op de 200 meter vlinderslag. Op de Pan-Amerikaanse Spelen 1995 in Mar del Plata sleepte de Amerikaan de zilveren medaille in de wacht op de 200 meter vlinderslag. Tijdens de Olympische Zomerspelen van 1996 in Atlanta veroverde Malchow de zilveren medaille op de 200 meter vlinderslag.
In Fukuoka nam de Amerikaan deel aan de Pan Pacific kampioenschappen zwemmen 1997, op dit toernooi legde hij beslag op de zilveren medaille op de 200 meter vlinderslag. Op de 4x200 meter vrije slag sleepte hij samen met Chad Carvin, Uğur Taner en Josh Davis de gouden medaille in de wacht. Op de wereldkampioenschappen zwemmen 1998 in Perth veroverde Malchow de bronzen medaille op 200 meter vlinderslag, op de 200 meter vrije slag eindigde hij op de vijfde plaats. Samen met Uğur Taner, Josh Davis en Tom Dolan eindigde hij als vijfde op de 4x200 meter vrije slag. In Sydney nam de Amerikaan deel aan de Pan Pacific kampioenschappen zwemmen 1999, op dit toernooi sleepte hij de gouden medaille in de wacht op 200 meter vlinderslag. Op de 4x200 meter vrije slag legde hij samen met Chad Carvin, Josh Davis en Uğur Taner beslag op de zilveren medaille. Tijdens de Olympische Zomerspelen van 2000 in Sydney veroverde Malchow de gouden medaille op de 200 meter vlinderslag.
Op de wereldkampioenschappen zwemmen 2001 in Fukuoka sleepte de Amerikaan de zilveren medaille in de wacht op de 200 meter vlinderslag. In Yokohama nam Malchow deel aan de Pan Pacific kampioenschappen zwemmen 2002. Op dit toernooi legde hij, op de 200 meter vlinderslag, de gouden medaille in de wacht en werd hij uitgeschakeld in de halve finales van de 100 meter vlinderslag. Tijdens de wereldkampioenschappen zwemmen 2003 in Barcelona veroverde de Amerikaan de bronzen medaille op de 200 meter vlinderslag. Op de Olympische Zomerspelen van 2004 in Athene eindigde Malchow als achtste op de 200 meter vlinderslag.

## Internationale toernooien
| Jaar | Olympische Spelen   | WK langebaan                                                 | WK kortebaan        | PanPacs                                | Pan-Ams          |
| ---- | ------------------- | ------------------------------------------------------------ | ------------------- | -------------------------------------- | ---------------- |
| 1993 |                     |                                                              | 4e 200m vlinderslag | geen deelname                          |                  |
| 1994 |                     | geen deelname                                                |                     |                                        |                  |
| 1995 |                     |                                                              | geen deelname       | geen deelname                          | 200m vlinderslag |
| 1996 | 200m vlinderslag    |                                                              |                     |                                        |                  |
| 1997 |                     |                                                              | geen deelname       | 200m vlinderslag · 4x200m vrije slag   |                  |
| 1998 |                     | 5e 200m vrije slag · 200m vlinderslag · 5e 4x200m vrije slag |                     |                                        |                  |
| 1999 |                     |                                                              | geen deelname       | 200m vlinderslag · 4x200m vrije slag   | geen deelname    |
| 2000 | 200m vlinderslag    |                                                              | geen deelname       |                                        |                  |
| 2001 |                     | 200m vlinderslag                                             |                     |                                        |                  |
| 2002 |                     |                                                              | geen deelname       | 9e 100m vlinderslag · 200m vlinderslag |                  |
| 2003 |                     | 200m vlinderslag                                             |                     |                                        | geen deelname    |
| 2004 | 8e 200m vlinderslag |                                                              | geen deelname       |                                        |                  |

## Persoonlijke records

### Kortebaan
| Afstand          | Tijd    | Datum           | Plaats    |
| ---------------- | ------- | --------------- | --------- |
| 200m vrije slag  | 1.48,55 | 22 januari 2003 | Stockholm |
| 100m vlinderslag | 53,41   | 24 januari 2001 | Stockholm |
| 200m vlinderslag | 1.52,97 | 24 januari 2001 | Stockholm |

### Langebaan
| Afstand          | Tijd    | Datum            | Plaats   |
| ---------------- | ------- | ---------------- | -------- |
| 200m vrije slag  | 1.49,54 | 12 januari 1998  | Perth    |
| 100m vlinderslag | 53,82   | 24 augustus 2002 | Yokohama |
| 200m vlinderslag | 1.55,03 | 23 juli 2001     | Fukuoka  |